# 安东卫街道
安东卫街道，是中华人民共和国山東省日照市岚山区下辖的一个乡镇级行政单位。

## 行政区划
安东卫街道下辖以下地区：
安东卫南街社区、安东卫北街社区、安东卫西街社区、安东卫东街社区、北门外社区、李家庄子社区、石家庄子社区、东庄社区、南门外社区、仁家村社区、汾水社区、张马社区、竹园社区、苏家庄社区、界牌岭社区、蒋家庄社区、泉子庙社区、岚山孟社区、东山社区、车庄社区、荻水社区、砚台西社区、轿顶山社区、潘庄一村、潘庄二村、辛庄子村、后合庄北山村、后合庄村、义和村、前合庄村、贾家湖村、陈家湖村和奎楼村。